# ミドルタウン・ロード駅
ミドルタウン・ロード駅 (Middletown Road) はニューヨーク市地下鉄IRTペラム線の駅である。ブロンクス区ペラム・ベイのウェストチェスター・アベニューとミドルタウン・ロードの交差点に位置し、6系統がラッシュ時混雑方向を除く終日、<6>系統がラッシュ時混雑方向のみ停車する。

## 駅構造
| P ホーム階 | 相対式ホーム、右側扉が開く | 相対式ホーム、右側扉が開く |
| P ホーム階 | 南行緩行線                 | ← 平日午前：ブルックリン・ブリッジ-シティ・ホール駅行き （イースト・トレモント・アベニュー駅） ← 平日午前以外：ブルックリン・ブリッジ-シティ・ホール駅行き（イースト・トレモント・アベニュー駅） |
| P ホーム階 | 混雑方向急行線             | → 定期列車なし |
| P ホーム階 | 北行緩行線                 | → 平日午後：ペラム・ベイ・パーク駅行き（バー・アベニュー駅）→ 平日午後以外：ペラム・ベイ・パーク駅行き（バー・アベニュー駅）→                                                                    |
| P ホーム階 | 相対式ホーム、右側扉が開く | |
| M          | 改札階                     | 改札口、駅員詰所、メトロカード自動券売機 |
| G          | 地上階                     | 出入口 |

駅はペラム線がウェストチェスター・スクエア駅（現：ウェストチェスター・スクエア-イースト・トレモント・アベニュー駅）からペラム・ベイ・パーク駅まで延伸開業した1920年12月20日に開業した。相対式ホーム2面と緩行線2線・急行線1線を有した2面3線の高架駅で、中央の急行線は定期旅客列車の設定が無い。また、駅の南側には6系統および<6>系統の車両の基地となっているウェストチェスター車両基地への入出区線が接続しており、南行緩行線と急行線はこの連絡線を跨いでいる。
駅は2013年10月5日から2014年5月4日まで2100万ドルをかけて改装工事が行われたがエレベーターは設置されず、リハビリテーションクリニックの最寄り駅であることが影響して障害者権利団体からMTAへ訴訟が起こった。

### 出口
改札口はホームの下に位置し、各ホーム中央から2つずつ階段が接続している。改札口には回転式改札機ときっぷ売り場があり、ウェストチェスター・アベニューとミドルタウン・ロードの交差点とウェストチェスター・アベニューとマルフォード・アベニューの交差点間、ウェストチェスター・アベニューの北と南に1つずつ階段が接続している。